# Heatwave (Lied)
Heatwave (englisch für „Hitzewelle“) ist ein Lied des deutschen DJs Robin Schulz, in Kooperation mit dem US-amerikanischen Rapper Akon. Das Stück ist die fünfte Singleauskopplung aus seinem zweiten Studioalbum Sugar.

## Entstehung und Artwork
Geschrieben wurde das Lied gemeinsam vom Produzententeam Junkx (bestehend aus: Dennis Bierbrodt, Stefan Dabruck, Jürgen Dohr und Guido Kramer), Bryan Nelson, Jordan Orvosh, Robin Schulz, Aliaune Thiam (Akon) sowie Thomas Troelsen. Produziert wurde die Single eigens durch Schulz; als Koproduzent fungierte das deutsche Produzententeam Junkx. Abmischung und Mastering erfolgten ebenfalls durch Junkx; das Mastering tätigten sie in Zusammenarbeit mit Michael Schwabe. Die Single wurde unter den Musiklabels Tonspiel und Warner Music Group veröffentlicht und durch die Artist Publishing Group, Calarissi Entertainment, Byefall Productions, EMI Music Publishing und Sony/ATV Music Publishing vertrieben.
Auf dem gelblich gehaltenen Cover der Maxi-Single sind – neben Künstlernamen und Liedtitel – Akon und Schulz, vor dem Hintergrund einer strahlenden Sonne und einer Skyline, zu sehen. Die Körper der beiden erscheinen verschmolzen, beide Blicken in entgegengesetzte Richtungen, während aus der Mitte der beiden die Sonne strahlt. Geschossen wurden die zusammengesetzten Bilder von Ben Wolf (Schulz) und Jimmy Fontaine (Akon), das Artwork stammt von Rocket & Wink.

## Veröffentlichung und Promotion
Die Erstveröffentlichung von Heatwave erfolgte als Teil von Robin Schulz’ zweiten Studioalbum Sugar am 25. September 2015. Am 13. Mai 2016 erschien es als fünfte und letzte Singleauskopplung des Albums. Diese erschien als 2-Track-CD-Single und beinhaltet eine Radio- sowie Extended Version des Liedes. Am 17. Juni 2016 folgte die Veröffentlichung einer digitalen Remix-EP. Diese beinhaltet neben der Extended Version fünf weitere Remixversion zu Heatwave sowie einen Remix zur vorangegangenen Singleauskopplung Show Me Love.
Um das Lied zu bewerben, erfolgte unter anderem ein Liveauftritt zur Hauptsendezeit am zweiten Abend der italienischen Wind Music Awards 2016.
Remixversionen
1. Heatwave (Deepend Remix)
2. Heatwave (DJ Katch Remix)
3. Heatwave (Hugel Remix)
4. Heatwave (Muzzaik Remix)
5. Heatwave (Remady Remix)

## Inhalt
Der Liedtext zu Heatwave ist in englischer Sprache verfasst; ins Deutsche übersetzt bedeutet der Titel „Hitzewelle“. Die Musik und der Text wurden gemeinsam vom Produzententeam Junkx, Bryan Nelson, Jordan Orvosh, Robin Schulz, Aliaune Thiam (Akon) sowie Thomas Troelsen geschrieben beziehungsweise komponiert. Musikalisch bewegt sich das Lied im Bereich der House- und Popmusik. Der Gesang des Liedes stammt alleine von Akon, Schulz fungiert lediglich als DJ.

’Cause when we’re together, your love is controlling my brain,

like plunging inside of that fire I cannot contain.
Our love is a heatwave,

it’s burning through the evening rain,

sets sail out on an ocean wave,

’cause our love is like a heatwave.

’Cause our love is like a heatwave.

„Denn wenn wir zusammen sind, steuert deine Liebe mein Gehirn,

wie das Eintauchen in das Feuer, kann ich mich dem nicht entziehen.
Unsere Liebe ist wie eine Hitzewelle,

sie brennt durch den Abendregen,

setzt die Segel auf einer Ozeanwelle,

denn unsere Liebe ist wie eine Hitzewelle.

Denn unsere Liebe ist wie eine Hitzewelle.“

## Musikvideo
Das Musikvideo zu Heatwave wurde an drei Drehtagen in Kapstadt (Südafrika) gedreht und feierte am 16. April 2016, auf der Videoplattform YouTube, seine Premiere. Am 7. April 2016 veröffentlichte Schulz mit den Worten „What came first? The chicken or the skateboard?“ (englisch für ‚Was kam zuerst? Das Huhn oder das Skateboard‘) einen Teaser via Facebook.
Zu sehen ist ein Mann in einem Hühnerkostum (gespielt von Phillip Himburg), der mit einem Skateboard unterwegs ist. Er ist dabei so auf seine „Mission“ fokussiert, dass er den aufsteigenden Medienhype um seine Person nicht mitbekommt. Es werden Videobeiträge von ihm auf Videoplattformen hochgeladen, Reporter sind hinter ihm her, Sondersendungen werden angesetzt, er ziert das Titelbild von Zeitschriften und wird für Werbespots parodiert. Gegen Ende des Videos bleibt er plötzlich an einem Wohnwagen stehen und klopft an. Der Anwohner öffnet mit den Worten „My dear friend what took you so long?“ (englisch für ‚Was hat das so lange gedauert, mein Freund?‘) die Tür. Daraufhin übergibt er dem Anwohner ein Essenspaket der Kette „Crispy“. Massen von Leuten die ihm gefolgt waren, sind entsetzt der Tatsache, dass er nur ein Lieferjunge ist und machen sich enttäuscht auf den Rückweg. Zwischendurch sind immer wieder Szenen von Akon und Schulz zu sehen, die sich durch die Dünen- und Wüstenlandschaft Kapstadts bewegen und das Lied singen.
Die Gesamtlänge des Videos beträgt 3:26 Minuten. Regie führte Chehad Abdallah, zuvor war Abdallah bereits als Regieassistent zu Schulz’ Musikvideo Headlights tätig. Bis März 2025 zählte das Video über 12,1 Millionen Aufrufe auf YouTube.

## Mitwirkende
| Liedproduktion - Junkx: Abmischung, Komponist, Koproduzent, Liedtexter, Mastering - Bryan Nelson: Komponist, Liedtexter - Jordan Orvosh: Komponist, Liedtexter - Robin Schulz: DJ, Komponist, Liedtexter, Musikproduzent - Michael Schwabe: Mastering - Aliaune Thiam (Akon): Gesang, Komponist, Liedtexter - Thomas Troelsen: Komponist, Liedtexter Unternehmen - Artist Publishing Group: Vertrieb - Calarissi Entertainment: Vertrieb - Byefall Productions: Vertrieb - EASYdoesit: Filmproduzent (Musikvideo) - EMI Music Publishing: Vertrieb - Rocket & Wink: Artwork (Cover) - Sony/ATV Music Publishing: Vertrieb - Tonspiel: Musiklabel - Warner Music Group: Musiklabel | Artwork (Cover) - Jimmy Fontaine: Fotograf - Ben Wolf: Fotograf Musikvideo (Auswahl) - Chehad Abdallah: Regisseur - Mario Clement: Ausführender Produzent - Julia Heppner: Maskenbildner - Phillip Himburg: Schauspieler (Huhn) - Phillip Kaminiak: Kameramann - Jenny Marolf: Maskenbildner - Farid Martin: Filmeditor - David Schmitt: Oberbeleuchter - Tyrell van Boog: Schauspieler (Late-Night-Moderator) - Sebastian von Gumpert: Filmproduktionsleitung |

## Rezensionen
Marcel Menne vom deutschsprachigen E-Zine Plattentests.de vergab für das Album Sugar lediglich drei von zehn Punkten, wobei er Heatwave neben Yellow als ein Stück beschrieb, welches sich „allerbestens zum Chillen und Abhängen“ eigne.

## Kommerzieller Erfolg

### Chartplatzierungen
Heatwave erreichte in Deutschland Position 30 der Singlecharts und konnte sich insgesamt 22 Wochen in den Charts halten. Des Weiteren platzierte sich die Single 19 Wochen in den deutschen Dance Top 20 und erreichte mit Position zwölf seine höchste Notierung. In Österreich erreichte die Single in 16 Chartwochen Position 24 der Charts. 2016 platzierte sich die Single auf Position 85 in den deutschen Single-Jahrescharts.
Für Schulz als Interpret ist dies bereits der neunte Charterfolg in Deutschland, sowie der achte in Österreich. Als Produzent ist dies bereits sein siebter Charterfolg in Deutschland, sowie sein sechster in Österreich. Als Autor ist es bereits sein sechster Charterfolg in Deutschland, sowie sein fünfter in Österreich. Für Akon ist Heatwave bereits der 22. Charterfolg in den deutschen Singlecharts, sowie sein 20. Charterfolg in Österreich.
| ChartsChartplatzierungen | Höchstplatzierung | Wochen |
| ------------------------ | ----------------- | ------ |
| Deutschland (GfK)        | 30 (22 Wo.)       | 22     |
| Österreich (Ö3)          | 24 (16 Wo.)       | 16     |

| ChartsJahrescharts (2016) | Platzierung |
| ------------------------- | ----------- |
| Deutschland (GfK)         | 85          |

### Auszeichnungen für Musikverkäufe
Im Oktober 2016 wurde Heatwave in Deutschland mit einer Goldenen Schallplatte für über 200.000 verkaufte Einheiten ausgezeichnet. Damit ist Heatwave die siebte Single Schulz’ die mindestens Gold-Status in Deutschland erreichte. Für Akon war es nach sieben Jahren wieder die erste Auszeichnung in Deutschland, letztmals bekam er zusammen mit David Guetta für die Single Sexy Bitch eine Auszeichnung. 2018 folgte die Verleihung einer Goldenen Schallplatte in Italien sowie 2021 in Kanada. Somit erhielt die Single drei Mal Gold für über 265.000 verkaufte Exemplare.
| Land/Region        | Auszeichnungen für Musikverkäufe (Land/Region, Auszeichnung, Verkäufe) | Verkäufe |
| ------------------ | ---------------------------------------------------------------------- | -------- |
| Deutschland (BVMI) | Gold                                                                   | 200.000  |
| Italien (FIMI)     | Gold                                                                   | 25.000   |
| Kanada (MC)        | Gold                                                                   | 40.000   |
| Insgesamt          | 3× Gold ·                                                              | 265.000  |